# Lugalbanda

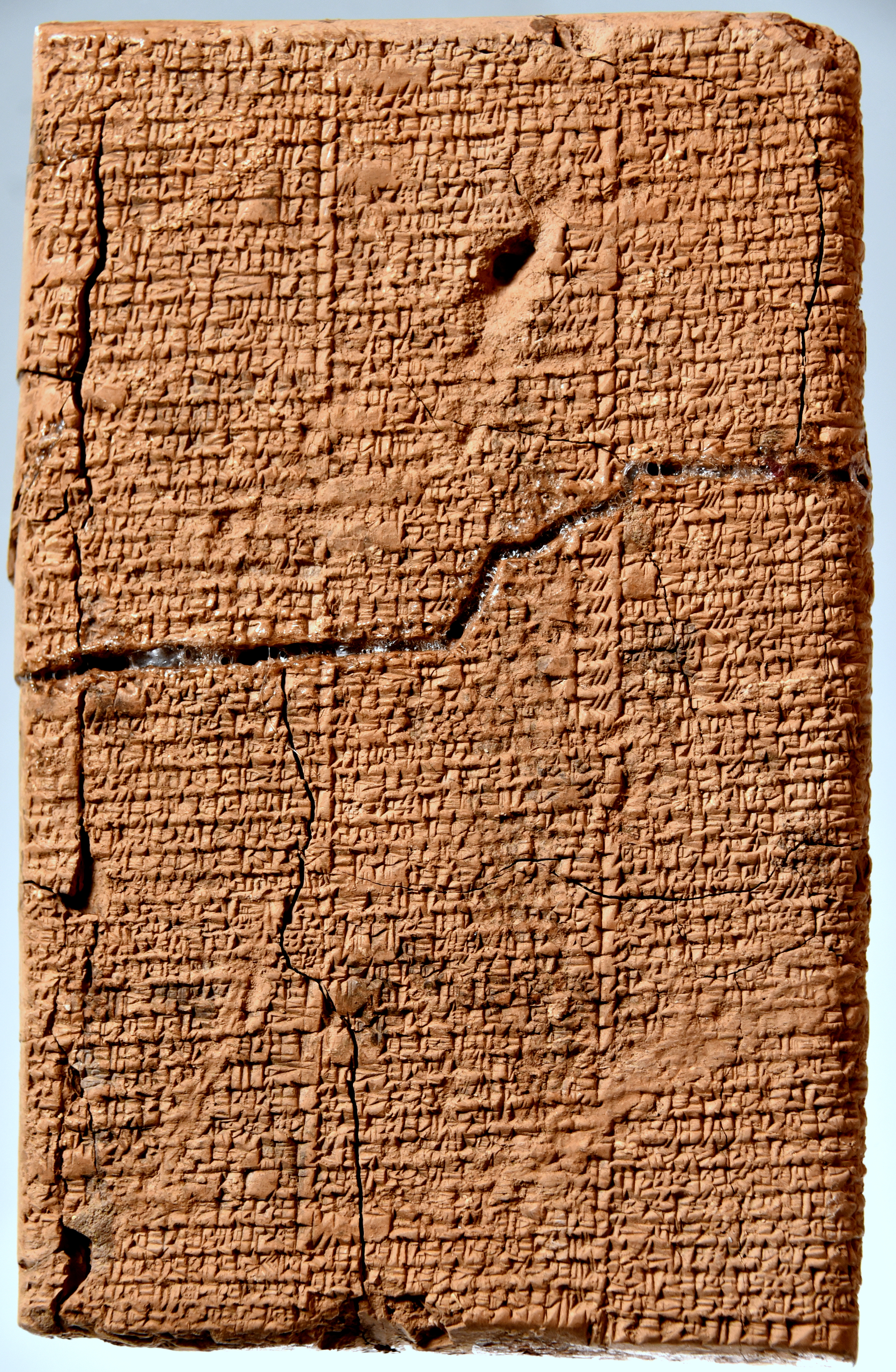
Lugalbanda et la grotte de la montagne. Musée de Sulaymaniyah.

D'après la liste royale sumérienne, Lugalbanda le berger est le troisième roi d'Uruk dont le règne dura 1200 ans et qui succéda au roi Enmerkar.

## Mythologie
La mythologie sumérienne le présente comme une divinité, le père du héros Gilgamesh et l'époux de la déesse Ninsun.
Son nom signifie roi furieux en sumérien, ou petit seigneur selon les sources.
Lugalbanda est le personnage central de deux épopées : Lugalbanda dans la grotte de la montagne et sa suite Lugalbanda et l'oiseau Anzu.

### Lugalbanda dans la grotte de la montagne
Lugalbanda et ses huit frères partent en expédition pour vaincre la montagne rebelle du royaume d'Aratta. En arrivant dans les montagnes, Lugalbanda tombe malade et ne peut plus suivre ses frères. Souffrant, il est abandonné dans une grotte. Après plusieurs jours de suffocation, Lugalbanda prie le dieu Utu de le guérir et son vœu est exaucé. Lugalbanda cherche alors à rejoindre ses frères, en vain. Perdu, il survit dans les montagnes grâce à la chasse, la cueillette, le feu et les sacrifices aux dieux.

### Lugalbanda et l'oiseau Anzû
L'histoire avec l'oiseau Anzû démarre de manière similaire à l'histoire de la grotte dans la montagne. Alors que Lugalbanda est en route pour Aratta avec son armée, il se retrouve seul dans les montagnes Zabu. Il décide alors de chercher l'oiseau Anzû pour solliciter son aide afin de retrouver son chemin. Il ne trouve que le nid d'Anzû et ses oisillons. Pour gagner sa faveur, Lugalbanda nourrit les oisillons et les maquille. De retour au nid, Anzû est charmé par le soin apporté à ses enfants et accorde à Lugalbanda son souhait de courir vite et avec endurance. Lugalbanda retrouve ainsi son armée et surprend tous les soldats qui ne comprennent pas comment il est parvenu à traverser autant de distance en si peu de temps.
Alors que le siège d'Aratta dure depuis plus d'un an, le roi Enmerkar demande à Lugalbanda de rentrer à Uruk pour solliciter l'aide de la déesse Inanna. Grâce aux pouvoir que lui a accordés l'oiseau Anzû, Lugalbanda traverse les sept montagnes et atteint Uruk en une journée. Inanna lui confie la stratégie pour prendre Aratta.